# Liga Centenario
La Liga Centenario fue un campeonato paraguayo de fútbol que se disputó entre los años 1911 y 1917, organizada por la Asociación Paraguaya de Football  con clubes de la 2da división paraguaya  de la entonces llamada Liga Paraguaya de Football Association (primera entidad del fútbol paraguayo).
Su denominación era una referencia a la Independencia paraguaya, cuyo centenario se celebraba cuando la liga fue fundada.

## Historia
La  Asociación Paraguaya de Football organizó un total de siete campeonatos anuales desde 1911 a 1917, poniendo en disputa la copa "Manuel Balteiro". Don Manuel Balteiro era el jefe de policía de la ciudad de Asunción desde 1910 hasta 1920 y donó el trofeo de plata para la organización del torneo, este mismo señor luego colaboró con la construcción del Estadio Defensores del Chaco que inició el 9 de septiembre de 1914. Los clubes que participaron en su primer torneo fueron: El Triunfo (Ypacaraí), Marte Atlético (Luque), Vencedor (Luque), Bahía Blanca, 14 de Mayo, Sport Asunceno, Boy Scouts, Unión Paraguaya, Mariscal López, Sastre Sport y River Plate.
El club Atlántida y el club Libertad se incorporarían en 1912, como disidentes de la Liga Paraguaya de Football Association. Libertad había sido descalificado y obligado a descender al inicio de la segunda rueda del campeonato de dicha liga de 1911, debido a que varios de sus jugadores se retiraron por la epidemia de peste bubónica que asoló a Asunción, esto pese a haber terminado invicto la primera rueda. Atlántida, por su parte, era el último subcampeón de la Liga Paraguaya de Football Association.
El club Rubio Ñu empezó a participar en esta liga solo unos días después de ser fundado, en agosto de 1913. En ese mismo año, River Plate abandonó la liga luego de solo un año, para incorporarse a la Liga Paraguaya de Football Association, dentro de la cual participó primero en el Torneo Ingreso sin éxito, y unos meses después por segunda ocasión lo haría en la Segunda División, de la cual logró el campeonato y ascenso para 1914 a Primera División. El Marte Atlético tomaría luego la misma decisión que River Plate y se coronaría campeón de la segunda división de la Liga Paraguaya de Football Association en 1916.
Varios clubes de esta organización la abandonaron en 1917 para participar en la División Transitoria, un torneo organizado por la Liga Paraguaya de Fútbol para los equipos que desearan retornar o ingresar a dicha organización. El campeón y el subcampeón tendrían el derecho a participar el siguiente año en el campeonato de la Primera División.
En dicha División Transitoria jugaron: Libertad (campeón y luego también campeón absoluto de la temporada), Boy Scouts (vicecampeón), Presidente Hayes, Sastre Sport, Vencedor y 10 de Agosto (uno de los precursores del Sportivo San Lorenzo). Luego, el Olimpia campeón de la Liga Paraguaya de Football Association en 1917, jugó por el título absoluto de ese año con el campeón de la Transitoria (Libertad), y finalmente perdió limpiamente en la cancha, siendo así Libertad el campeón absoluto de la temporada.
El último torneo de la Liga Centenario antes de su disolución contó con la participación de Atlántida, Rubio Ñu, 14 de Mayo, Sport Asunceno, y El Triunfo de Ypacaraí. Se consagró campeón el club Atlántida. Posterior a esto el club Atlántida fue nuevamente incluida directamente en la Primera División de la Liga Paraguaya de Football Association en 1918. Por su parte, 14 de mayo y Rubio Ñu pasarían, en distintos momentos, a la Segunda División de la Liga Paraguaya de Football Association. En el caso de El Triunfo de Ypacaraí, se incorporaría a la Unión del Fútbol del Interior, siendo hoy un conjunto de la Liga Regional de Fútbol Ypacaraí.
1. ↑  Marte Atlético y Vencedor se unirían luego al General Aquino para formar el club Sportivo Luqueño.

## Palmarés

### Lista de campeones
| Año  | Campeón      | Subcampeón   |
| ---- | ------------ | ------------ |
| 1911 | Bahía Blanca | ?            |
| 1912 | River Plate  | Bahía Blanca |
| 1913 | Libertad     | ?            |
| 1914 | Libertad     | ?            |
| 1915 | Atlántida    | Libertad     |
| 1916 | Libertad     | Atlántida    |
| 1917 | Atlántida    | ?            |